# 쉬안화구

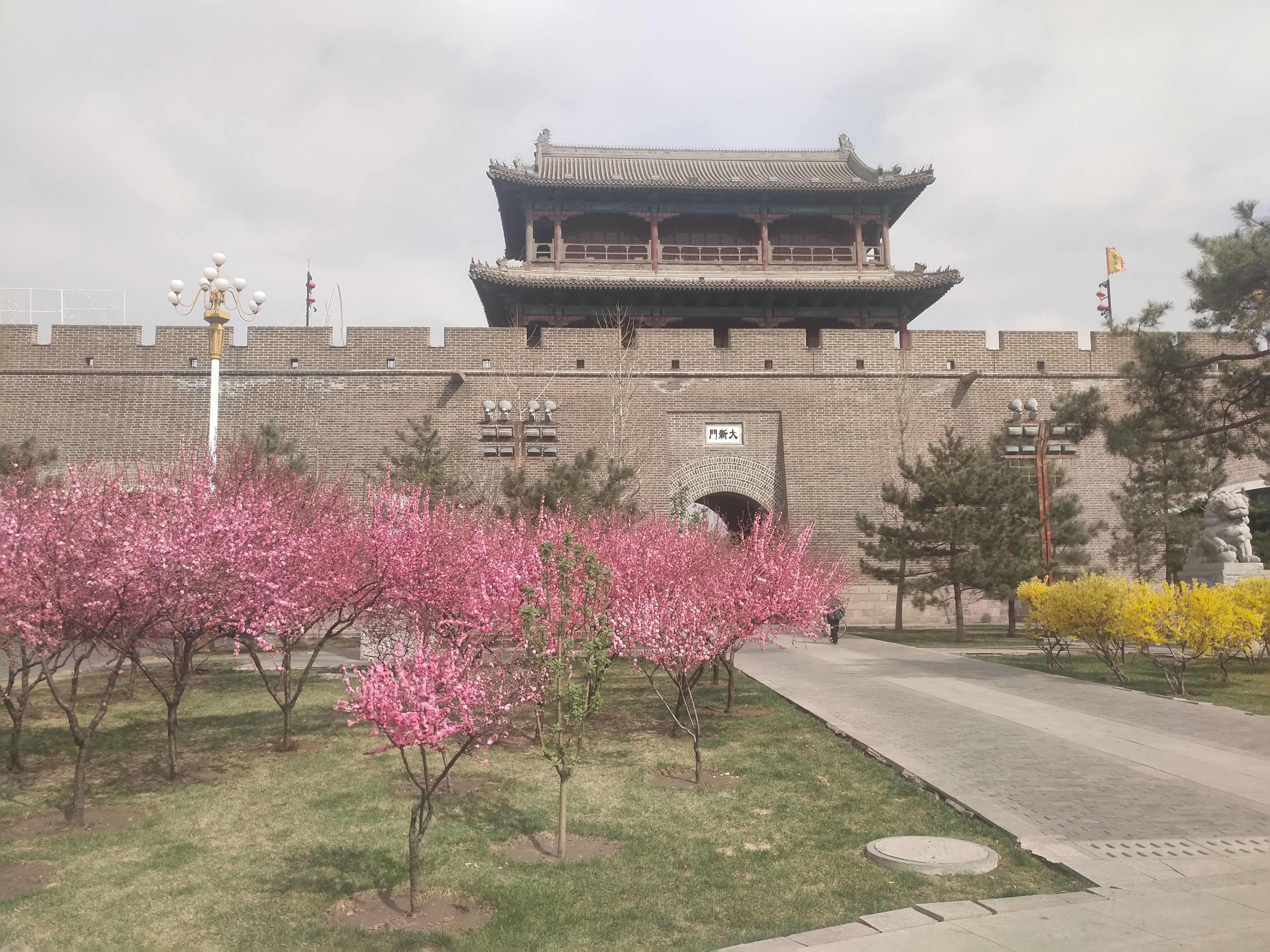
대신 먼(大新门)

쉬안화구(한국어: 선화구, 중국어: 宣化区, 병음: Xuānhuà Qū)는 중화인민공화국 허베이성 장자커우 시의 행정구역이다. 넓이는 2,016km2이고, 인구는 2007년 기준으로 310,000명이다. 쉬안화는 베이징으로부터 북서쪽으로 180km 떨어져있다. 쉬안화는 농업이나 군사적으로 아주 오래된 도시이다. 현대에는 첨단 기술 개발 구역을 포함한 산업지역이자 허베이 성 정부에 의해 새로운 개발이 촉진되고 있다.

## 역사
후에 명나라의 영락제가 되는 주체는 황제가 되기 전에 쉬안화를 통치하였다. 쉬안화에는 요나라 때의 무덤이 있다. 이 무덤에는 태양과 달, 5개의 행성(수성, 금성, 화성, 목성, 토성)이 포함된 268개의 별이 그려진 채색된 도감이 있다.

### 군사
역사적으로 쉬안화는 베이징의 관문으로 수도를 전략적으로 방어하는 거대한 요새였다. 쉬안화는 또한 명나라 때 장성을 수비하던 쉬안다-산시 군의 군인들을 위한 주둔 본부였다. 쉬안화에는 명나라 때 성벽이 세워졌고 아직 일부분이 남아있다.

## 농업
쉬안화는 고대에 "포도 마을"로 불렸다. 쉬안화의 농부들은 다양한 종류의 포도를 재배했다. 어떤 포도는 포도주 생산을 위해 사용되었지만 대부분은 과일로서 판매되었다. 가을에 많은 수의 농부들은 거리에서 손수레나 트럭을 놓고 포도를 판다.

## 산업
석탄, 철, 금, 셰일, 돌로마이트(백운암), 벤토나이트 등등이 매장되어있고 특히 벤토나이트는 중국 내에서 매장량이 많은 곳 중 하나이다. 야금술, 기계 제조, 화학, 전력 발전, 제지업, 양조업 등이 주요 산업이다.

## 기후
| Xuanhua (1981−2010)의 기후                     | Xuanhua (1981−2010)의 기후 | Xuanhua (1981−2010)의 기후 | Xuanhua (1981−2010)의 기후 | Xuanhua (1981−2010)의 기후 | Xuanhua (1981−2010)의 기후 | Xuanhua (1981−2010)의 기후 | Xuanhua (1981−2010)의 기후 | Xuanhua (1981−2010)의 기후 | Xuanhua (1981−2010)의 기후 | Xuanhua (1981−2010)의 기후 | Xuanhua (1981−2010)의 기후 | Xuanhua (1981−2010)의 기후 | Xuanhua (1981−2010)의 기후 |
| 월                                             | 1월                        | 2월                        | 3월                        | 4월                        | 5월                        | 6월                        | 7월                        | 8월                        | 9월                        | 10월                       | 11월                       | 12월                       | 연간                       |
| ---------------------------------------------- | -------------------------- | -------------------------- | -------------------------- | -------------------------- | -------------------------- | -------------------------- | -------------------------- | -------------------------- | -------------------------- | -------------------------- | -------------------------- | -------------------------- | -------------------------- |
| 역대 최고 기온 °C (°F)                         | 9.8 (49.6)                 | 17.9 (64.2)                | 26.5 (79.7)                | 34.1 (93.4)                | 37.8 (100.0)               | 39.0 (102.2)               | 41.2 (106.2)               | 36.5 (97.7)                | 36.1 (97.0)                | 29.2 (84.6)                | 20.0 (68.0)                | 14.9 (58.8)                | 41.2 (106.2)               |
| 일평균 최고 기온 °C (°F)                       | −2.2 (28.0)                | 2.4 (36.3)                 | 9.3 (48.7)                 | 18.7 (65.7)                | 25.5 (77.9)                | 29.1 (84.4)                | 29.6 (85.3)                | 28.2 (82.8)                | 23.9 (75.0)                | 16.7 (62.1)                | 6.7 (44.1)                 | −0.6 (30.9)                | 15.6 (60.1)                |
| 일일 평균 기온 °C (°F)                         | −10.0 (14.0)               | −5.6 (21.9)                | 1.8 (35.2)                 | 10.7 (51.3)                | 17.8 (64.0)                | 22.0 (71.6)                | 23.4 (74.1)                | 21.5 (70.7)                | 16.0 (60.8)                | 8.8 (47.8)                 | −0.9 (30.4)                | −8.1 (17.4)                | 8.1 (46.6)                 |
| 일평균 최저 기온 °C (°F)                       | −16.0 (3.2)                | −11.9 (10.6)               | −4.9 (23.2)                | 2.9 (37.2)                 | 10.0 (50.0)                | 14.8 (58.6)                | 17.6 (63.7)                | 15.7 (60.3)                | 9.2 (48.6)                 | 1.9 (35.4)                 | −6.8 (19.8)                | −13.7 (7.3)                | 1.6 (34.8)                 |
| 역대 최저 기온 °C (°F)                         | −28.2 (−18.8)              | −25.1 (−13.2)              | −23.7 (−10.7)              | −9.0 (15.8)                | −2.4 (27.7)                | 5.4 (41.7)                 | 8.0 (46.4)                 | 6.6 (43.9)                 | −1.6 (29.1)                | −11.1 (12.0)               | −20.9 (−5.6)               | −24.6 (−12.3)              | −28.2 (−18.8)              |
| 평균 강수량 mm (인치)                          | 1.4 (0.06)                 | 2.2 (0.09)                 | 7.5 (0.30)                 | 15.8 (0.62)                | 32.0 (1.26)                | 58.9 (2.32)                | 89.5 (3.52)                | 67.4 (2.65)                | 50.9 (2.00)                | 18.0 (0.71)                | 4.8 (0.19)                 | 1.5 (0.06)                 | 349.9 (13.78)              |
| 평균 상대 습도 (%)                             | 48                         | 43                         | 43                         | 39                         | 42                         | 55                         | 71                         | 74                         | 68                         | 57                         | 53                         | 51                         | 54                         |
| 출처: China Meteorological Data Service Center |                            |                            |                            |                            |                            |                            |                            |                            |                            |                            |                            |                            |                            |

## 행정 구역
7개 가도, 7개 진, 7개 향을 관할한다.
- 가도辦事處: 天泰寺街道, 皇城街道, 南關街道, 南大街街道, 大北街街道, 工業街街道, 建國街街道.
- 진: 庞家堡镇、赵川镇、贾家营镇、顾家营镇、洋河南镇、崞村镇、深井镇
- 향: 春光乡、河子西乡、侯家庙乡、李家堡乡、江家屯乡、塔儿村乡、王家湾乡